# Mitri Raheb

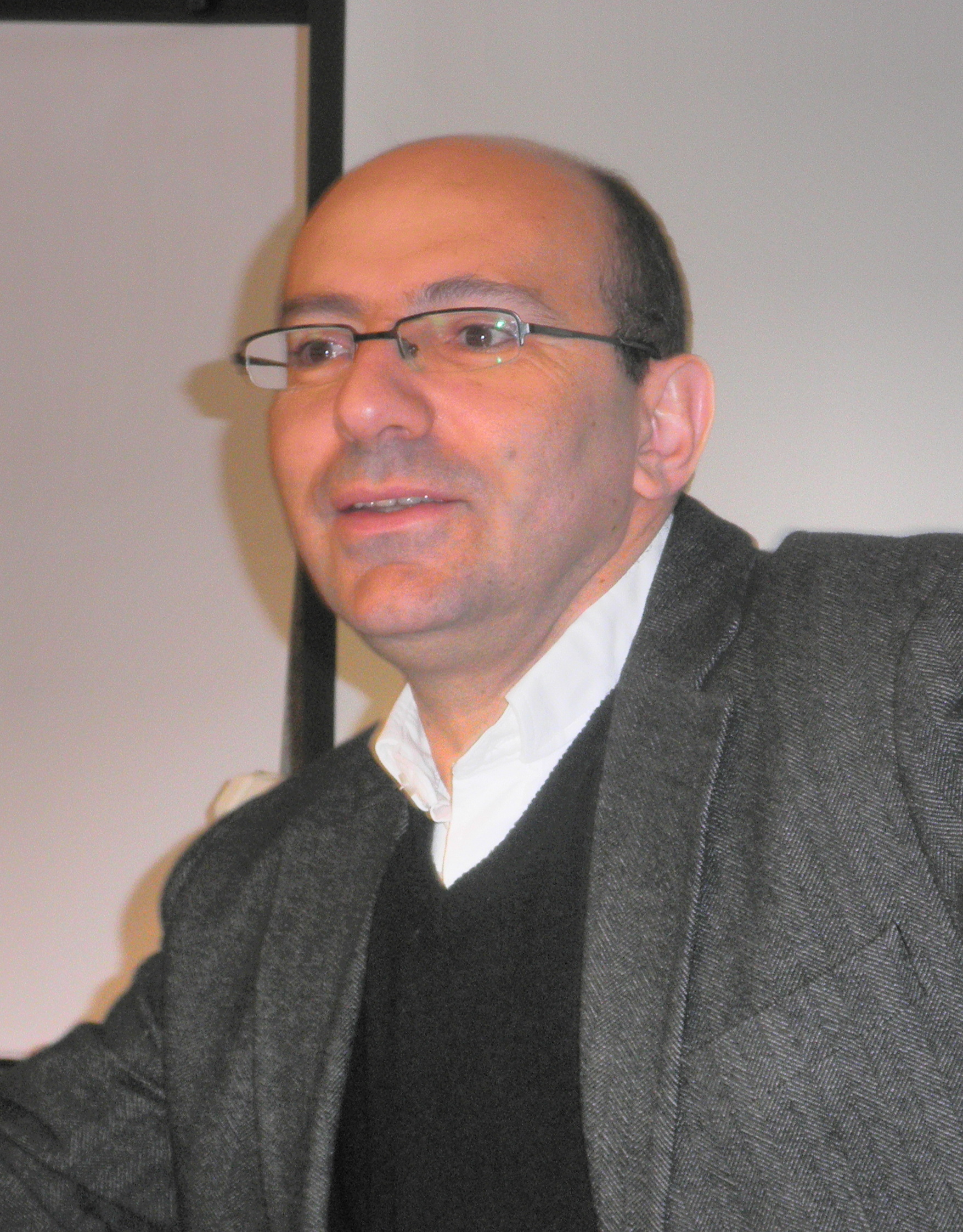
Mitri Raheb (2010)

Mitri Raheb (* 26. Juni 1962 in Bethlehem, seinerzeit Jordanien; auch: Mitri Rahib; arabisch متري الراهب, DMG Mitrī ar-Rāhib) ist ein lutherischer Pastor und arabischer Christ, Gründer des Internationalen Begegnungszentrums und der Dar-al-Kalima-Universität in Bethlehem und früherer Pastor an der dortigen Weihnachtskirche. Er fördert die deutsch-palästinensischen Beziehungen durch die Initiierung und Pflege von Partnerschaften und durch schriftstellerische und Vortragstätigkeit. Raheb vertritt seit 1990 eine Position, die auf umfassende Befreiung der Palästinensergebiete von militärischer Besetzung und Kontrolle durch den Staat Israel zielt. Kritiker werfen ihm unangemessene Vergleiche und Kritik an der Besatzungspolitik des Staates Israel vor.

## Familie und Ausbildung
Rahebs Vorfahren waren dem Patriarchat von Jerusalem zugehörige griechisch-orthodoxe Christen. Beide Großväter, von väterlicher und von mütterlicher Seite, besuchten die deutsche Schneller-Schule in Jerusalem und schlossen sich der evangelischen Kirche an. Mitri Raheb wuchs in der evangelisch-lutherischen Weihnachtskirchen-Gemeinde in Betlehem auf.
Als Raheb 13 Jahre alt war, starb sein Vater. Bis zu seinem Schulabschluss arbeitete der Sohn neben der Schule im väterlichen Buchladen weiter. Im Jahre 1978 wurde er von der Deutschen Bundesregierung ausgewählt, an einem einmonatigen Schüleraustausch in Deutschland teilzunehmen. Von 1980 bis 1984 studierte er evangelische Theologie am Missionsseminar Hermannsburg, 1988 promovierte er an der Philipps-Universität Marburg zum Doktor der Theologie mit einer Dissertation zum Thema Das reformatorische Erbe unter den Palästinensern. Er zeichnete darin die Entstehung der Evangelisch-lutherischen Kirche in Jordanien und im Heiligen Land nach.
Raheb und seine Ehefrau Najwa Khoury haben zwei Töchter. Seine Schwester ist die Theologin Viola Raheb.

## Tätigkeiten
Nach seinem Studium kehrte Raheb nach Bethlehem zurück und war von 1988 bis 2017 Pastor an der evangelisch-lutherischen Weihnachtskirche in Bethlehem.
Er veröffentlichte über 40 Bücher, darunter 12 Bücher sowie zahlreiche Artikel in deutscher Sprache. Außerdem übersetzte er Band VIII. von Gustaf Dalmans Arbeit und Sitte in Palästina ins Arabische. Raheb veröffentlichte die Autobiographie des palästinensischen Arztes und Ethnographen Tawfiq Canaan (1882–1964) als Beitrag zur Geschichte der deutsch-palästinensischen Beziehungen.
Als Pfarrer begründete er mehrere Gemeindepartnerschaften zwischen der Gemeinde in Bethlehem und Kirchengemeinden in Deutschland, von denen die Partnerschaften in Sindelfingen-Maichingen (Baden-Württemberg), Ewersbach (Lahn-Dill-Kreis, Hessen) und Holzkirchen (Bayern) bis heute bestehen. Es war ihm zudem ein Anliegen, Städte-Partnerschaften zwischen palästinensischen und deutschen Städten ins Leben zu rufen und so den Austausch zu fördern. Er war einer der vier Gründer der Städte-Partnerschaft Köln – Bethlehem (zusammen mit Hans-Jürgen Wischnewski, dem Kölner Oberbürgermeister Norbert Burger und dem Bethlehemer Bürgermeister Elias Freij). Bei der Entwicklung der Städte-Partnerschaften Beit Jala – Bergisch Gladbach sowie Beit Sahour – Xanten leistete er Unterstützung.
Seit 1988 ist Mitri Raheb jährlich als Redner und Gesprächspartner in Deutschland tätig, so bei Evangelischen Kirchentagen oder Synoden, Katholikentagen und Ökumenischen Kirchentagen. Er sprach an deutschen Universitäten und Akademien und bei politischen und kulturellen Veranstaltungen. In den deutschen Medien (Presse, Rundfunk, Fernsehen) wurde Raheb wiederholt interviewt. Der Bayrische Rundfunk drehte und sendete Features über Aspekte seiner Tätigkeit mit den Titeln Der Friedenspfarrer von Bethlehem: Mitri Raheb – Christ und Palästinenser und Luthers Mann in Bethlehem.

## Dar an-Nadwa Zentrum, Dar al-Kalima Universität
Ab 1990 widmete sich Mitri Raheb dem Jugendaustausch zwischen Deutschland und Palästina. 1992, gegen Ende der ersten Intifada, eröffnete er in der Krypta der Weihnachtskirche in Betlehem ein kleines Gästehaus und ein Tourismusprogramm. 1995 gründete er mit fünf Mitarbeitern das Internationale Begegnungszentrum in Bethlehem (International Center of Bethlehem – ICB, arabisch: Dar an-Nadwa ad-Dawwliyya, „Haus der Begegnung weltweit“). Es wurde möglich infolge des Oslo-Friedensprozesses und wurde finanziell von der Stiftung Deutsche Jugendmarke gefördert. Die Einrichtung hatte fünf Abteilungen: Women Studies, Internationale Beziehungen und Erwachsenenbildung, Glauben und Entwicklung, alternativer Tourismus sowie deutsch-palästinensische Austauschprogramme, ab 1997 erweitert um eine Musikschule in Partnerschaft mit dem Edward Said National Music Konservatorium. 1998 kam das Kunstprogramm mit Ausbildungsgängen in Keramik, Glasverschmelzung und Malerei hinzu. Zwischen 1990 und 2010 wurden über 50 Austauschprogramme durchgeführt. Ab dem Jahre 1996 wurden auch deutsch-palästinensische Konferenzen organisiert.
2006 gründete Raheb das Dar al-Kalima College of Arts and Culture. Das College ist offiziell durch das palästinensische Ministerium für Bildung und Hochschulbildung akkreditiert. Zur ideellen und materiellen Unterstützung gründeten Freunde von Raheb 2001 den Förderverein Bethlehem-Akademie Dar al-Kalima e. V. mit Sitz in Deutschland.
Im Jahr 2013 wurde Dar al-Kalima zum University College of Arts & Culture erhoben, im August 2021 bekam sie die Akkreditierung zur vollwertigen Universität. Das Bildungsangebot reicht von der kunsthandwerklichen Berufsschule bis zu universitären Abschlüssen als Bachelor und Magister in Musik, Kunst, Medien und Kommunikation, Kulturmanagement und Tourismus. Die Studiengänge „Schmuckdesign“, „Kochen und Catering“ sowie „Reiseleitung“ sind sehr praxisorientiert. Duale Ausbildungsgänge werden nach baden-württembergischem Vorbild durchgeführt. Die Universität führt Programme in Beirut, Jordanien und Ägypten durch. Hinzu kommen Erwachsenen- und Weiterbildung. Die Einrichtung wird von 500 Studenten aus Bethlehem sowie aus dem gesamten Westjordanland und Flüchtlingslagern besucht; 60 % davon sind Muslime, 40 % Christen. Der Förderverein verweist darauf, dass mehr als 80 % der Absolventen nach der Ausbildung im Dar al-Kalima einen Arbeitsplatz finden oder eine eigene Existenz gründen.
2018 besuchte Raheb Gaza. Bald darauf hatte er 200 junge Facebook-Freunde, die ihn baten, eine Kunsthochschule in Gaza zu gründen. Die Universität eröffnete 2020 mit der Unterstützung der Bright Stars of Bethlehem, einer Nichtregierungsorganisation in Chicago, eine Zweigstelle in Gaza. Dort fanden zahlreiche Workshops und Ausstellungen in den Bereichen Fotografie, Videografie, Malerei und Bildhauerei statt sowie Konzerte und Radiosendungen mit traditioneller und populärer palästinensischer Musik.
Die Universität unterhält strategische Partnerschaften mit lokalen und internationalen Universitäten und europäischen Akademien. Sie beteiligt sich an der regionalen Entwicklung durch aktive Teilnahme am Verband der christlichen Akademien des Mittleren Ostens. Mitri Raheb lernte während seiner Ausbildung in Deutschland wichtige Aspekte des deutschen Bildungssystems kennen, die er in Palästina einführen wollte. Dazu gehört die Erwachsenenbildung: Die Dar Al-Kalima University ist Partnerhochschule des Instituts für Internationale Zusammenarbeit des Deutschen Volkshochschul-Verbandes e. V. (DVV International).
Bei den Kampfhandlungen infolge des Terrorangriffs der Hamas auf Israel 2023 kam einer der Volontäre der Akademie, Mohammed Sami Qraiqeh, beim Beschuss des Al-Ahli Krankenhauses in Gaza ums Leben, als er dort Kinder betreute, außerdem mehrere Künstler, die mit Dar Al-Kalima zusammenarbeiteten. Das Schicksal vieler Studenten ist ungewiss.
Das in der Nachbarschaft des Al-Schifa-Krankenhauses gelegene Institutsgebäude der Universität in Gaza wurde Ende März 2024 durch einen israelischen Bombenangriff zerstört. Raheb wies gegenüber dem britischen Guardian darauf hin, dass Gaza vor dem Krieg – trotz der Hamas-Regierung, der israelischen Blockade, wiederholter militärischer Konflikte und aller damit verbundenen Schwierigkeiten – eine lebendige Kunstszene hatte: „Die Menschen draußen haben keine Ahnung, wie kreativ die Menschen in Gaza sind“, sagte Raheb. „Aber dieser Krieg zerstört das alles.“

## Mandate und Leitungsaufgaben
- Seit 2006: Präsident der Dar al-Kalima-Universität in Betlehem.[21]
- 2006–2020: Präsident des Dachverbandes Diyar Consortium.
- Seit 2006: Kuratoriumsmitglied der Deutschen Initiative für den Nahen Osten – DINO[22]
- 2011–2016 Präsident der Synode der Evangelisch-Lutherischen Kirche in Jordanien und dem Heiligen Land.
- Gründungsmitglied und Mitglied im Regionalkomitee des Katholischen Akademischen Ausländerdienstes

## Positionen
Raheb ist langjähriger Befürworter und Verfechter einer friedlichen Form des Protests mit Hilfe der Kunst, die er „kreativen Widerstand“ nennt. Er ist die treibende Kraft hinter mehreren christlichen Netzwerken und Bewegungen, die darauf abzielen, alle Teile der Zivilgesellschaft in Palästina zu stärken und das weltweite Bewusstsein für das Leiden der Palästinenser zu schärfen. Rahebs Botschaft dabei ist, Friede sei etwas, über das man nicht reden sollte, sondern das man aktiv in die Welt bringen müsse; nötig seien „peacemakers“ (Friedensschaffer), nicht „peace talkers“ (Friedensredner). Er spricht sich für eine Verständigung unter den Religionen aus und sagte 2017 im Interview, dass „man sich als Christ nicht dadurch profiliert, dass man ‚die Anderen‘ schlecht macht. Wir müssen Antijudaismus entlarven, genauso wie jegliche Form von Islamphobie oder Fremdenhass“.
Im ersten Gottesdienst nach der 39-tägigen Besetzung der Geburtskirche in Betlehem durch rund 200 Kämpfer der PLO im April bis Mai 2002, wo israelische Soldaten sie belagerten, verkündete Raheb: „Der Krieg kann uns nicht unsere Vision rauben, in Frieden mit unseren Nachbarn zusammenzuleben.“
Raheb gehört zu den Autoren des Kairos-Palästina-Dokuments von 2009. Er verteidigte es als Aufruf zu einem gewaltfreien Widerstand gegen die „israelische Besatzung“, besonders durch christliche Kirchen.
Nach dem Terrorangriff der Hamas auf Israel und dem Beginn des Krieges in Israel und Gaza 2023 mahnte Raheb eine Verständigung an und vertrat die Ansicht, dass für Israel „Sicherheit nicht durch Waffen allein kommt, sondern nur durch eine friedliche Lösung mit den Palästinensern“. Er verwies auch auf zivile Opfer im Gazastreifen und bezeichnete die Lage dort als an „Genozid“ grenzend; im Dezember 2023 reichte Südafrika beim Internationalen Gerichtshof (IGH) Klage gegen Israel wegen Verletzung der Völkermordkonvention ein. Der Gerichtshof in Den Haag bestätigte im Januar 2024 die Gefahr von Völkermord im Gazastreifen und verpflichtete Israel, alles zu tun, um das zu verhindern. Im Interview mit Der Spiegel (online) sagte Raheb am 29. Oktober 2023: „Hier wird keine Ruhe einkehren, solange die beiden Völker, Palästinenser und Israelis, nicht in Gleichberechtigung und Frieden leben. Sei es in einem Staat oder in zwei Staaten. … Ich lehne es strikt ab, dass Zivilisten ins Visier genommen werden, egal auf welcher Seite. Das humanitäre Völkerrecht muss für alle gelten. … Jeder getötete Israeli, jeder getötete Palästinenser ist einer zu viel. Es ist endlich Zeit für Vernunft und für Frieden.“

## Auszeichnungen
Raheb erhielt mehrere internationale Preise:
- 1997: TODO! Preis für sozial-verantwortlichen Tourismus, mit dem die Begegnungsarbeit und der Jugendaustausch des INTERNATIONAL CENTRE OF BETHLEHEM geehrt wurde.[33]
- 2003: Wittenberg-Preis des Luther Institute in Washington, D.C.
- 2006: Preis der Holy Land Christian Ecumenical Foundation
- 2006: Muhammad-Nafi-Tschelebi-Preis
- 1. September 2008: Aachener Friedenspreis zusammen mit Machsom Watch für sein Engagement für ein friedliches Zusammenleben von Juden und Palästinensern.[34]
- 2011 in Berlin: Deutscher Medienpreis, verliehen durch den ehemaligen Bundespräsidenten Roman Herzog, wegen seines Einsatzes für die Verständigung von Christen, Muslimen und Juden. Frühere Preisträger waren u. a. der Dalai Lama, Nelson Mandela, Jassir Arafat, Kofi Annan und mehrere Staatsoberhäupter.[35]
- 2015: Olof Palme Preis zusammen mit dem israelischen Journalisten Gideon Levy, verliehen durch den schwedischen Olof Palme Minnesfond für ihren „mutigen und unermüdlichen Kampf gegen Besatzung und Gewalt, und für einen zukünftigen Mittleren Osten, der durch friedliches Zusammenleben und Gleichheit für alle gekennzeichnet ist“.[36]
- 2017 in Köln: Toleranz-Ring der Europäischen Akademie der Wissenschaften und Künste zusammen mit Avishay Braverman und Rabeya Müller; Laudator war Armin Laschet.[37]

## Kritik
Der Deutsche Koordinierungsrat der Gesellschaften für Christlich-Jüdische Zusammenarbeit kritisierte 2012 die Verleihung des Deutschen Medienpreises an Mitri Raheb. Der Koordinierungsrat bat Bundespräsident Roman Herzog, die Laudatio für Raheb nicht zu halten. Rahebs Theologie belebe „jahrhundertealte judenfeindliche Stereotypen palästinensisch neu“, er beziehe die biblischen Verheißungen Gottes an Israel auf Palästina und behaupte, dass Jesus Palästinenser, aber kein Jude sei. Seine palästinensische Befreiungstheologie erinnere an Kirche und Theologie im Nationalsozialismus und sei „ganz klar als antisemitisch“ zu kennzeichnen.
Die beiden evangelischen Neutestamentler Ekkehard W. Stegemann und Wolfgang Stegemann schrieben 2013 in einem Offenen Brief an die Kirchenleitungen von SEK und EKD, der Ökumenische Rat der Kirchen habe es versäumt, sich von Raheb zu distanzieren, einem Hauptinitiator des Kairos-Palästina-Dokuments von 2009. Raheb, der die „‚Entjudung‘ Jesu von Nazareth propagierte und so an Nazitheologen nahezu nahtlos sich angeschlossen hat,“ sei dafür sogar vom Generalsekretär des Weltkirchenrats (Samuel Kobia) belobigt worden.
Gegenüber Qantara.de erklärte Raheb 2017: „Antisemitismus wird heute als Vorwurf benutzt, um jegliche israelkritische Stimmen zu unterbinden. Da man keine Debatte über die israelische Besatzung haben möchte, versucht man mit solchen Vorwürfen, Kritiker zum Schweigen zu bringen. Die Lehre von Auschwitz kann aber nur eine sein: Courage zu zeigen, die Unterdrückung eines Volkes beim Namen zu nennen, und sich gerade nicht auf die Seite eines ungerechten Staates zu stellen. Deshalb rede ich weiter – solange, bis ein gerechter Friede da ist.“
Im Deutschlandfunk Kultur moderierte die Journalistin Kirsten Dietrich 2019 ein Interview mit Mitri Raheb so an: „Raheb vertritt im Nahostkonflikt vehement die Seite der Palästinenser. Er schreckt vor Begriffen wie „Staatsterrorismus“ nicht zurück und hat Israel auch schon mit dem südafrikanischen Apartheidsstaat verglichen – und ist dafür zu Recht kritisiert worden.“ Er sei aber auch eine „wichtige Stimme“ der Christen unter den Palästinensern.
In einem Gastbeitrag für die Welt warf der Politiker Volker Beck (Grüne) 2020 dem Generalsekretär des Zentralkomitees der deutschen Katholiken, Marc Frings, vor, Raheb zu promoten. Das von Raheb mitvertretene Kairos-Palästina-Dokument sei „theologisch wie politisch inakzeptabel“, da es nicht präzisiere, ob mit dem zu befreienden Palästina das 1967 von Israel besetzte Gebiet gemeint sei oder doch das ganze Staatsgebiet Israels. Die Theologie dieses Dokuments weise „merkwürdige Anklänge zur Theologie der Deutschen Christen“ auf. Es verbinde „BDS mit traditionellen Elementen christlich-antijudaistischer Enterbungstheologie“.
Lukas Bormann nannte Mitri Raheb 2023 als profilierten Vertreter einer „politisch-aktivistischen postkolonialen Exegese“ des Neuen Testaments: „Diese Linie der Bibelauslegung knüpft an dem befreiungstheologischen Axiom an, dass die Bibel für die Armen und Unterdrückten Partei ergreift und diese zum Handeln ermächtigt.“
Tilman Tarach schrieb am 23. Dezember 2023, vor dem Hintergrund der nach dem Terrorangriff der Hamas auf Israel angelaufenen israelischen Militäroperation Eiserne Schwerter in einem taz-Artikel eine Geschichte des christlichen Antisemitismus, die letztlich in einen mörderischen islamischen Judenhass gemündet habe – nämlich das Massaker vom 7. Oktober 2023. Unter dem Titel „Kreuzigung Palästinas“ erläutert Tarach, die Gottesmordlegende sei „fester Bestandteil israelfeindlicher Ressentiments“ von Palästinensern. Auch Raheb bringe die Situation der Palästinenser immer wieder mit der Kreuzigung Jesu in Verbindung.

## Veröffentlichungen (Auswahl)
- Das reformatorische Erbe unter den Palästinensern. Zur Entstehung der Evangelisch-Lutherischen Kirche in Jordanien. Gütersloh 1990, ISBN 3-579-00127-2 (= Dissertation).
- Ich bin Christ und Palästinenser. Israel, seine Nachbarn und die Bibel. 2. Auflage. Gütersloher Verlags-Haus, Gütersloh 1995, ISBN 3-579-01307-6. (Gütersloher Taschenbücher 1307)[44]
  - englisch: I am a Palestinian Christian.
- Bethlehem 2000: Past and Present. Palmyra, Heidelberg 1998, ISBN 3-930378-21-3.
  - Deutsche Ausgabe: Bethlehem 2000: Eine Stadt zwischen den Zeiten. Palmyra, Heidelberg 1998, ISBN 3-930378-18-3.
- Christ und Palästinenser. AphorismA-Verlag, Berlin 2004, ISBN 3-86575-150-4. (Kleine Schriftenreihe des Kulturvereins AphorismA, Bd. 18)
- Bethlehem hinter Mauern. Geschichten der Hoffnung aus einer belagerten Stadt. Gütersloher Verlagshaus, Gütersloh 2005, ISBN 3-579-06853-9.[45]
  - englisch: Bethlehem Besieged
- Christ-Sein in der arabischen Welt. 25 Jahre Dienst in Bethlehem. Gesammelte Aufsätze und Reden eines kontextuellen Theologen aus Palästina. (Mit einem Vorwort von Khouloud Daibes und einem Nachwort von Manfred Kock). AphorismA, Berlin 2013, ISBN 978-3-86575-043-3.
- Sailing Through Troubled Waters. Christianity in the Middle East. Diyar, Bethlehem 2013.
- Glaube unter imperialer Macht. Eine palästinensische Theologie der Hoffnung. Gütersloher Verlagshaus, Gütersloh 2014, ISBN 978-3-579-08511-1 (Deutsche Fassung von Faith in the Face of Empire.)
- Middle Eastern Women. The Intersections of Law, Culture, and Religion. 2020.
- The Politics of Persecution. Middle Eastern Christianity in the Age of Empire. Baylor University Press, Waco 2021.
- Decolonizing Palestine. The land, the People, The Bible. Orbis, Maryknoll 2023.

Als Herausgeber
- Verwurzelt im Heiligen Land. Einführung in das palästinensische Christentum. Knecht, Metzingen 1995, ISBN 3-7820-0729-8.
- The Invention of History. A Century of Interplay between Theology and Politics in Palestine. 2011.
- The Biblical Text in the Context of Occupation. Towards a new hermeneutics of liberation. 2012.
- Tawfiq Canaan. An Autobiography. 2020.